# Чече (Словенія)
Чече (словен. Čeče) — поселення в общині Храстник, Засавський регіон, Словенія. Висота над рівнем моря: 561,6 м.
Зі словенської назва означає «сінокіс». В адміністративному відношенні село поділяється між общинами Трбовлє і Храстник.